# Дмитрівська селищна рада
Дми́трівська се́лищна ра́да — адміністративно-територіальна одиниця та орган місцевого самоврядування в Бахмацькому районі Чернігівської області. Адміністративний центр — селище міського типу Дмитрівка.

## Загальні відомості
Дмитрівська селищна рада утворена у 1958 році.
- Територія ради: 7,983 км²
- Населення ради: 3 116 осіб (станом на 2001 рік)

## Населені пункти
Селищній раді підпорядковані населені пункти:
- смт Дмитрівка
- с. Щуча Гребля

## Склад ради
Рада складається з 20 депутатів та голови.
- Голова ради: Савченко Микола Миколайович
- Секретар ради: Кудрявцева Людмила Петрівна

### Керівний склад попередніх скликань
| Прізвище, ім'я, по батькові | Основні відомості                                                | Дата обрання | Дата звільнення |
| --------------------------- | ---------------------------------------------------------------- | ------------ | --------------- |
| Ковтун Станіслав Михайлович | Селищний голова, року народження                                 | 26.03.2006   | 31.10.2010      |
| Савченко Микола Миколайович | Селищний голова, 1971 року народження, освіта вища, безпартійний | 19.06.2011   |                 |

Примітка: таблиця складена за даними сайту Верховної Ради України

### Депутати
За результатами місцевих виборів 2010 року депутатами ради стали:

#### За суб'єктами висування
| Суб'єкт висування           | Кількість обраних депутатів | %  |
| --------------------------- | --------------------------- | -- |
| Партія регіонів             | 16                          | 80 |
| Комуністична партія України | 4                           | 20 |

#### За округами
| № округу                    | Прізвище, ім'я, по батькові      | Дата визнання обраним | Освіта             | Партійна приналежність            | Відомості про обраного депутата                                     |
| --------------------------- | -------------------------------- | --------------------- | ------------------ | --------------------------------- | ------------------------------------------------------------------- |
| Комуністична партія України |                                  |                       |                    |                                   |                                                                     |
| 9                           | Пальчиківська Віра Петрівна      | 01.11.2010            | середня            | позапартійна                      | Дмитрівський ВПЗ, начальник                                         |
| 12                          | Шкарлат Володимир Трохимович     | 01.11.2010            | середня            | позапартійний                     | пенсіонер                                                           |
| 17                          | Бондар Валентина Іванівна        | 01.11.2010            | середня спеціальна | член Комуністичної партії України | пенсіонер                                                           |
| 20                          | Діденко Сергій Григорович        | 01.11.2010            | середня            | позапартійний                     | ТОВ СП «Нібулон», охоронець                                         |
| Партія регіонів             |                                  |                       |                    |                                   |                                                                     |
| 1                           | Лихо Наталія Іванівна            | 01.11.2010            | вища               | член Партії регіонів              | Дмитрівський ДНЗ «Сонечко», завідувачка                             |
| 2                           | Любич Юрій Андрійович            | 01.11.2010            | вища               | член Партії регіонів              | приватний підприємець                                               |
| 3                           | Касянова Світлана Борисівна      | 01.11.2010            | вища               | член Партії регіонів              | Дмитрівський ДНЗ «Сонечко», вихователь                              |
| 4                           | Іваненко Любов Григорівна        | 01.11.2010            | вища               | член Партії регіонів              | Дмитрівський будинок культури, методист                             |
| 5                           | Яснопольська Раїса Олександрівна | 01.11.2010            | вища               | член Партії регіонів              | Дмитрівський Будинок культури, директор                             |
| 6                           | Зігун Юрій Миколайович           | 01.11.2010            | вища               | член Партії регіонів              | приватний підприємець                                               |
| 7                           | Андрієнко Олександр Миколайович  | 01.11.2010            | вища               | член Партії регіонів              | Дмитрівська загальноосвітня школа I-III ст., завідувач господарства |
| 8                           | Кудрявцева Людмила Петрівна      | 01.11.2010            | вища               | член Партії регіонів              | Дмитрівська селищна рада, секретар                                  |
| 10                          | Роєнко Любов Павлівна            | 01.11.2010            | вища               | член Партії регіонів              | Дмитрівська селищна рада, рахівник-касир                            |
| 11                          | Яресько Катерина Михайлівна      | 01.11.2010            | середня            | член Партії регіонів              | КП «Перспектива», виконуючий обов"язки директора                    |
| 13                          | Яцун Юрій Іванович               | 01.11.2010            | середня спеціальна | член Партії регіонів              | приватний підприємець                                               |
| 14                          | Сокол Людмила Михайлівна         | 01.11.2010            | середня спеціальна | член Партії регіонів              | приватний підприємець                                               |
| 15                          | Трепачко Галина Григорівна       | 01.11.2010            | середня спеціальна | член Партії регіонів              | Дмитрівська селищна рада, головний бухгалтер                        |
| 16                          | Бахмач Алла Петрівна             | 01.11.2010            | середня            | член Партії регіонів              | приватний підприємець                                               |
| 18                          | Герасименко Олександр Іванович   | 01.11.2010            | середня            | член Партії регіонів              | тимчасово не працює                                                 |
| 19                          | Малиш Надія Анатоліївна          | 01.11.2010            | середня            | член Партії регіонів              | тимчасово не працює                                                 |